# Filippo Scandellari
Pour les articles homonymes, voir Scandellari.
Filippo Scandellari, né en 1717 à Bologne et mort en 1801 dans la même ville, est un sculpteur néoclassique italien.

## Biographie
Filippo Scandellari naît à Bologne en 1717. Il fait partie d'une famille d'artistes : Pietro (son frère), Giulio et Giuseppe sont peintres, tandis que Giacomo Antonio (son père), est aussi sculpteur.
Il apprend les arts sous son père Giacomo Antonio, ainsi que sous Giovanni Maria Viani. Il poursuit ensuite ses études sous Angelo Piò, chez qui il excelle dans tous les domaines où il s'essaie,. En 1742, il devient le sculpteur de statues de cire pour le projet de salle d'anatomie à l'Académie des sciences de l'institut de Bologne sous Ercole Lelli.
Il est plus tard membre de l'Accademia Clementina.
Il a comme élèves Gioacchino Frulli (sv), Giovanni Lipparini (en) et Giacomo Rossi, qui deviennent ses disciple, ainsi que Bonaventura Furlani, à qui il apprend les bases de l'art,,. Il meurt en 1801, mais selon Rudolf Wittkower, serait mort vers fin 1802.

## Œuvres

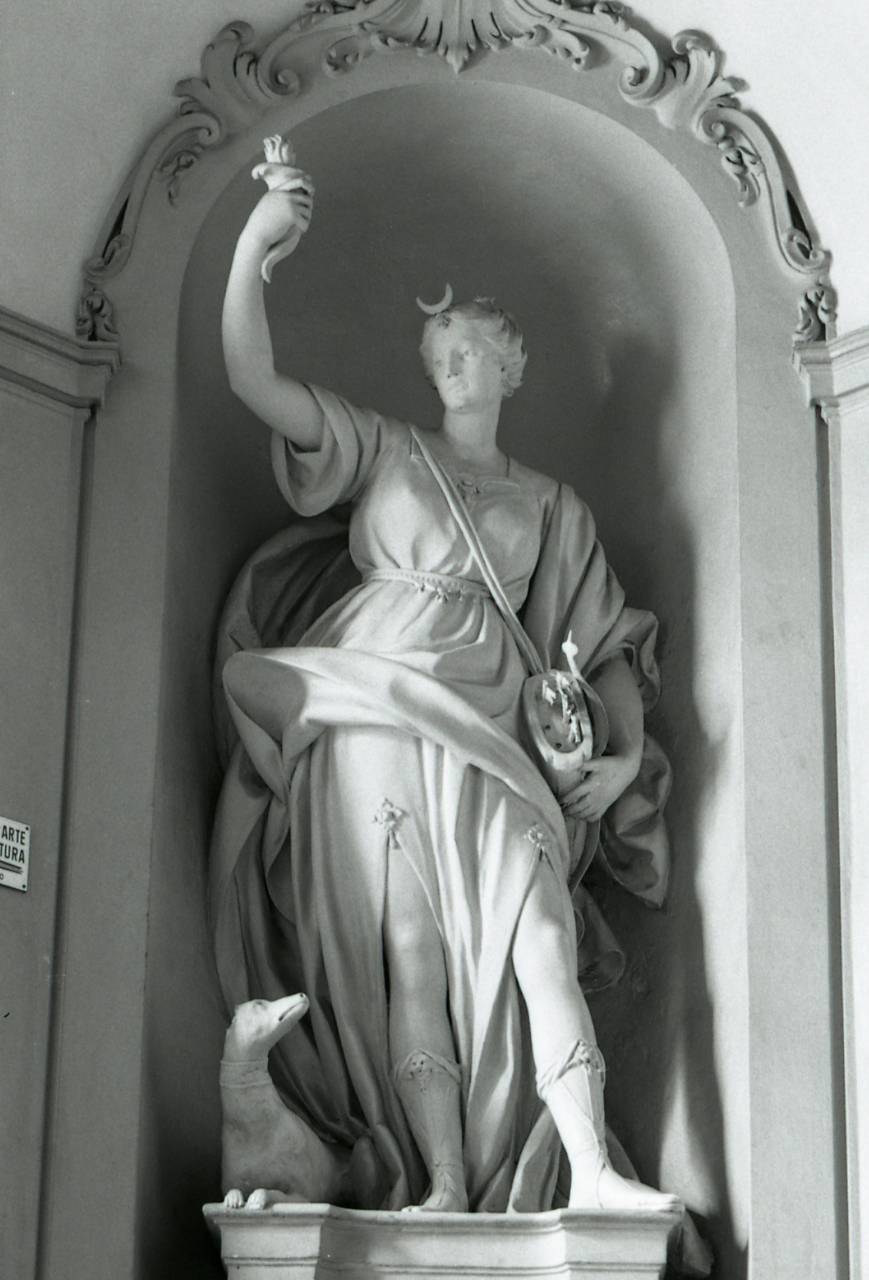
Statue di Diana, au Palazzo Montignani.

Scandellari a notamment travaillé sur le maître-autel de la Chartreuse de Bologne, dans lequel il réalise le tabernacle et les statues en stuc. À l'église San Giuseppe de Bologne (en), il sculpte la statue de la Mère de douleur.
À l'église San Matteo de Molinella, Scandellari et Piò créent une statue en stuc de saint François de Paule.